# Chilodus gracilis
Chilodus gracilis és una espècie de peix de la família dels quilodòntids i de l'ordre dels caraciformes.
Els adults poden assolir 6,4 cm de longitud total. És un peix d'aigua dolça i de clima tropical. Es troba a les àrees centrals de la conca del riu Amazones a Sud-amèrica:o.